# Ministerio de Comunicaciones (Cuba)
El Ministerio de Comunicaciones de la República de Cuba, conocido por el acrónimo MINCOM, es el ministerio encargado de las telecomunicaciones, informática, industria electrónica, servicios postales, automatización, infraestructura para la transmisión de radio y televisión y la administración del espectro radioeléctrico de Cuba. Entre 2000 y 2013 se denominó Ministerio de Informática y las Comunicaciones.

## Historia
El primer antecedente del ministerio fue la Dirección de Comunicaciones de la Secretaría de Gobernación, creada en 1902 con el establecimiento de la República de Cuba. En 1925 se convirtió en Secretaría de Comunicaciones. Tras promulgarse la constitución cubana de 1940, la secretaría fue elevada al rango de ministerio.
Antes de la revolución de 1959, el ministerio solo operaba los servicios postal y telegráfico. En 1960, con la nacionalización de la Cuban Telephone Company y otras empresas cablegráficas, el ministerio también asumió la operación de la telefonía. Años más tarde también se integró la operación del sistema de transmisiones de las cadenas nacionales de radio y televisión, así como los transmisores de emisoras locales.
El 11 de enero de 2000, mediante el decreto-ley 204, el Comité Ejecutivo del Consejo de Ministros creó el Ministerio de la Informática y las Comunicaciones (MIC), que asumió las funciones del Ministerio de la Industria Sideromecánica y la Electrónica (SIME) y del Ministerio de Comunicaciones. El 23 de febrero de 2013, Consejo de Estado mediante el decreto-ley 308, cambió la denominación del ministerio a su nombre actual.
Con dicha modificación también se agregaron al ministerio las misiones y funciones referidas al «Sistema Único de Comunicaciones» y se separaron las funciones estatales y empresariales, creándose el Grupo Empresarial Correos de Cuba y el Grupo Empresarial de Informática y Comunicaciones, para agrupar a las empresas asociadas con las actividades postales, de radiocomunicaciones, informáticas, entre otras. Otras empresas y actividades fueron transferidas a otros organismos estatales. Estos cambios se realizaron según lineamientos de la política económica y social, aprobados previamente por el sexto congreso del Partido Comunista de Cuba.

## Funciones
El Ministerio de Comunicaciones se encarga proponer, dirigir y controlar «la política del Estado y el Gobierno para el Sistema Único de Comunicaciones del país, que comprende las telecomunicaciones, la informática, las radiocomunicaciones, los servicios postales, la automática para los sistemas de comunicaciones, la gestión del espectro radioeléctrico y el aseguramiento técnico y de soporte asociado, asegurando, desde tiempo de paz, la infraestructura y los servicios para la seguridad y la defensa nacional».

## Sede

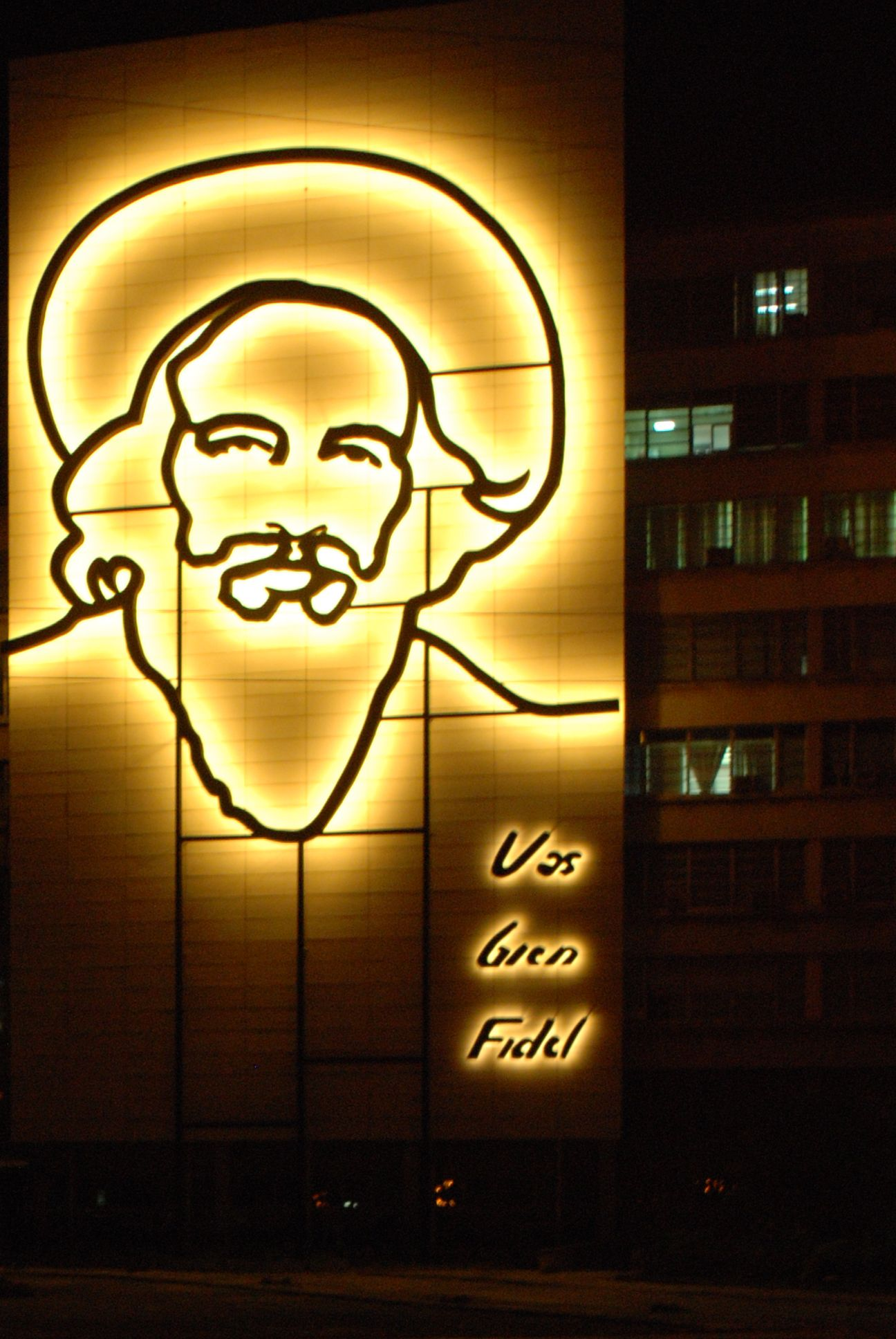
Imagen de Camilo Cienfuegos en la sede del Ministerio.

Su sede se encuentra frente a la plaza de la Revolución en La Habana. En octubre de 2009 se inauguró una obra de Enrique Ávila, hecha un relieve escultórico, en homenaje a Camilo Cienfuegos con la frase «Vas bien, Fidel».

## Nómina de ministros (desde 1959)
- Enrique Oltuski Osacki (1959-1960)
- Raúl Curbelo Morales (1960-1962)
- Faure Chomón Mediavilla (1962-6 de diciembre de 1963)
- Jesús Montané Oropesa (6 de diciembre de 1963-enero de 1973)
- Pedro Güelmes González (enero de 1973-1985)
- Manuel Castillo Rabassa (1985-1993)
- Silvano Colás Sánchez (1993-2000)
- Ignacio González Planas (2000-2005)
- Ramiro Valdés Menéndez (2005-2010)
- Medardo Díaz Toledo (2010-2012)
- Maimir Mesa Ramos (2012-2018)[6]
- Jorge Luis Perdomo Di-Lella (2018-)